# Damphreux-Lugnez
Damphreux-Lugnez ist eine politische Gemeinde im Bezirk Porrentruy des Kantons Jura in der Schweiz.

## Geschichte
Die Gemeindefusion der beiden Vorgängergemeinden Damphreux und Lugnez begann im Februar 2020 mit der Gründung einer Fusionskommission. Sie wurde beauftragt, eine Fusionsvereinbarung auszuarbeiten. Die Ergebnisse wurden an Informationsveranstaltungen im Mai und November 2021 vorgestellt. Die Kantonsregierung genehmigte diese Vereinbarung im Dezember 2021, worauf diese am 13. Februar 2022 den beiden Stimmbevölkerungen vorgelegt wurde. Der Vertrag wurde in Damphreux mit 81 zu 21 Stimmen (Stimmbeteiligung: 70 Prozent), in Lugnez mit 81 zu 24 Stimmen (Stimmbeteiligung: 72 Prozent) angenommen.
Per 1. Januar 2023 fusionierten die bestehenden Gemeinden Damphreux und Lugnez zur neuen Gemeinde Damphreux-Lugnez.

## Verkehr
Die Gemeinde liegt an zwei Regionalstrassen. Die eine führt von Porrentruy durch Coeuve und Damphreux nach Frankreich, die andere trägt die Strassennummer 246.1 und führt durch die Gemeinde auf der Achse Montignez–Beurnevésin. Durch einen Postautokurs, der auf der Strecke von Porrentruy nach Beurnevésin verkehrt, sind die beiden Orte der Gemeinde, Damphreux und Lugnez, an den öffentlichen Verkehr angeschlossen.

## Kultur
Damphreux bildet zusammen mit dem nördlichen Nachbarort Lugnez eine Pfarrei. Die Pfarrkirche Saints-Ferréol-et-Ferjeux gilt als Mutterkirche der Ajoie, da sie schon im 11. Jahrhundert erwähnt wird. Der heutige Bau stammt von 1867. In einer Talmulde südöstlich des Dorfes befinden sich die Étangs de Damphreux, zwei ehemalige Fischweiher.